# Pavlos Kontidis
Pavlos Kontidis (en griego: Παύλος Κοντίδης, también transliterado como Pavlos Kontides; Limasol, 11 de febrero de 1990) es un deportista chipriota que compite en vela en la clase Laser.
Participó en cuatro Juegos Olímpicos de Verano, entre los años 2008 y 2024, obteniendo dos medallas de plata, en Londres 2012 y París 2024, en la clase Laser, el séptimo lugar en Río de Janeiro 2016 y el cuarto en Tokio 2020. Fue el abanderado de Chipre en la ceremonia de apertura de los Juegos Olímpicos de Río de Janeiro 2016.
Ganó cinco medallas en el Campeonato Mundial de Laser entre los años 2013 y 2025, y cinco medallas en el Campeonato Europeo de Laser entre los años 2009 y 2023.
En 2018 fue nombrado Regatista Mundial del Año por la Federación Internacional de Vela.

## Palmarés internacional
| \| Juegos Olímpicos \| Juegos Olímpicos \| Juegos Olímpicos \| Juegos Olímpicos \| \| Año \| Lugar \| Medalla \| Clase \| \| ------------------ \| ------------------------ \| ----------------- \| ---------------- \| \| 2012 \| Londres (Reino Unido) \| Medalla de plata \| Laser \| \| 2024 \| París (Francia) \| Medalla de plata \| Laser \| \| Campeonato Mundial \| \| \| \| \| Año \| Lugar \| Medalla \| Clase \| \| 2013 \| Al Mussanah (Omán) \| Medalla de plata \| Laser \| \| 2017 \| Split (Croacia) \| Medalla de oro \| Laser \| \| 2018 \| Aarhus (Dinamarca) \| Medalla de oro \| Laser \| \| 2022 \| Puerto Vallarta (México) \| Medalla de plata \| Laser \| \| 2025 \| Qingdao (China) \| Medalla de plata \| Laser \| \| Campeonato Europeo \| \| \| \| \| Año \| Lugar \| Medalla \| Clase \| \| 2009 \| Landskrona (Suecia) \| Medalla de bronce \| Laser \| \| 2017 \| Barcelona (España) \| Medalla de bronce \| Laser \| \| 2018 \| La Rochelle (Francia) \| Medalla de oro \| Laser \| \| 2022 \| Hyères (Francia) \| Medalla de oro \| Laser \| \| 2023 \| Andora (Italia) \| Medalla de bronce \| Laser \| |                          |                   |       |
| Juegos Olímpicos |                          |                   |       |
| Año | Lugar                    | Medalla           | Clase |
| 2012 | Londres (Reino Unido)    | Medalla de plata  | Laser |
| 2024 | París (Francia)          | Medalla de plata  | Laser |
| Campeonato Mundial |                          |                   |       |
| Año | Lugar                    | Medalla           | Clase |
| 2013 | Al Mussanah (Omán)       | Medalla de plata  | Laser |
| 2017 | Split (Croacia)          | Medalla de oro    | Laser |
| 2018 | Aarhus (Dinamarca)       | Medalla de oro    | Laser |
| 2022 | Puerto Vallarta (México) | Medalla de plata  | Laser |
| 2025 | Qingdao (China)          | Medalla de plata  | Laser |
| Campeonato Europeo |                          |                   |       |
| Año | Lugar                    | Medalla           | Clase |
| 2009 | Landskrona (Suecia)      | Medalla de bronce | Laser |
| 2017 | Barcelona (España)       | Medalla de bronce | Laser |
| 2018 | La Rochelle (Francia)    | Medalla de oro    | Laser |
| 2022 | Hyères (Francia)         | Medalla de oro    | Laser |
| 2023 | Andora (Italia)          | Medalla de bronce | Laser |